# Ortigosa de Pestaño
Ortigosa de Pestaño es un municipio y localidad española de la provincia de Segovia en la comunidad autónoma de Castilla y León. Tiene una superficie de 8,40 km², con una población de 53 habitantes (INE 2024).

## Toponimia
Se llama Ortigosa de Pestaño porque hace muchos años fue un entorno abundante de ortigas.

## Geografía
| Noroeste: Domingo García, Nieva        | Norte: Domingo García             | Noreste: Domingo García               |
| Oeste: Nieva                           |                                   | Este: Santa María la Real de Nieva    |
| Suroeste: Santa María la Real de Nieva | Sur: Santa María la Real de Nieva | Sureste: Santa María la Real de Nieva |

## Demografía
Cuenta con una población de 53 habitantes (INE 2024).
| Gráfica de evolución demográfica de Ortigosa de Pestaño entre 1842 y 2021                                                                                                 |
| |
| Población de derecho según los censos de población del INE Población de hecho según los censos de población del INEEn este censo se denominaba Hortigosa de Pestaño: 1842 |

## Administración y política
| Periodo   | Nombre                        | Partido       |
| --------- | ----------------------------- | ------------- |
| 1979-1983 | Paulino Álvarez Tejero        | A.E.          |
| 1983-1987 | Primo Arribas Herranz         | Independiente |
| 1987-1991 | Juan José Llorente Rojo       | PDP           |
| 1991-1995 | Juan José Llorente Rojo       | PP            |
| 1995-1999 | Juan José Llorente Rojo       | PP            |
| 1999-2003 | Ángel de Pedro Calle          | PP            |
| 2003-2007 | Luis Álvarez Tejero           | PP            |
| 2007-2011 | Milagros Águeda Alonso Martín | PP            |
| 2011-2015 | Milagros Águeda Alonso Martín | PP            |
| 2015-2019 | Milagros Águeda Alonso Martín | PP            |
| 2019-2023 | Milagros Águeda Alonso Martín | PP            |
| 2023-act. | Milagros Águeda Alonso Martín | PP            |

## Cultura

### Patrimonio
- Estación de Ortigosa de Pestaño-Santa María de Nieva, puesta en funcionamiento el 1 de junio de 1888 con la apertura al tráfico de la línea Segovia-Medina del Campo clausurada al tráfico en 1993 alegándose poca rentabilidad económica. Está incluida en la Lista roja de patrimonio en peligro desde noviembre de 2024.
- Iglesia parroquia dedicada a San Cristóbal. Edificio barroco en cuyo interior se encuentra un retablo realizado por el ensamblador y entallador segoviano Francisco Martín. También es el autor de la talla del santo titular que se entroniza en el centro del retablo.
- Grabados paleolíticos y post-paleolíticos situados en el paraje conocido como La Lámpara o El Pato (Domingo García).

### Fiestas
- 25 de julio: San Cristóbal. Fiesta principal del pueblo. En honor de san Cristóbal. Dura, normalmente, 1 fin de semana (sábado y domingo)

- 15 de mayo: San Isidro Labrador. Se celebra una misa en honor de san Isidro, se bendicen las tierras (los campos) y se hace una procesión hasta el cementerio para rezar una oración por nuestros seres queridos.